# Axima Réfrigération France
Pour les articles homonymes, voir Axima.
Axima Réfrigération France est une entreprise spécialisée dans les techniques de réfrigération, de climatisation et de restauration collective.

## Historique

### L'entreprise Quiri (1868-1990)
La Société Quiri, à l'origine d'Axima Réfrigération, débuta ses activités dans la mécanique au XIXe siècle.
En 1865 Jonathan Goetz construit à Schiltigheim, au nord de Strasbourg, une malterie qui fournit les brasseries de la ville.
Son fils, Jonathan Clément Goetz, créé en 1868 un atelier de constructions mécaniques pour malteries et brasseries. Il s'associe en 1876 à Jean Quiri, qui donnera son nom à l'entreprise Quiri.
En 1885 l'entreprise acquiert des brevets dont ceux de Raoul Pictet pour concevoir les machines à froid industriel, notamment dans les brasseries strasbourgeoises (Brasserie Gruber) puis au niveau national. En 1914 elle abandonne la fabrication de matériel de brasserie et se consacre à la construction de matériel frigorifique et à la chaudronnerie associée. Grâce à ses brevets et son savoir-faire, Quiri a participé à la création des Anciennes Glacières de Strasbourg en concevant les machines nécessaires à son fonctionnement.
En 1950 l'entreprise commence à utiliser des groupes frigorifiques monoblocs. Elle acquit en 1950 la première licence d'outillage hydromécanique.
Une usine dédiée à l’hydromécanique est construite à Duttlenheim en 1973.

### De Quiri Réfrigération à Axima Réfrigération France (1991-2002)
Le passage de Quiri Réfrigération à Axima Réfrigération s'accompagne de plusieurs fusions et absorptions.
En 1991 Quiri vend à 90 % le département frigorifique de Quiri à la société nantaise Rineau Frères. C'est la naissance de la société Quiri Réfrigération. La société Rineau Frères fait partie du groupe dirigé par la compagnie financière Suez.
La société Lebrun, située à Lille, est absorbée par Quiri Réfrigération en 1992 et la société Nador (comprenant Install’Sud) en 1999.
Entre-temps en 1997 Quiri Réfrigération emménage dans de nouveaux locaux à Bischheim. Au tournant du millénaire, l'entreprise fournit des groupes de réfrigération de forte puissance au Centre européen de recherches nucléaires pour refroidir les électro-aimants du grand collisionneur de particules de Genève.
Quiri Réfrigération absorbe la société Henninger en 2001.
En 2002, la société devient Axima Réfrigération France et fusionne ou absorbe les sociétés Arco (comprenant Blanchard), Jacquin S.A. et Froid Brenor.

### Le développement d'Axima Réfrigération France (2006-2019)
En 2006 GFP (Générale Frigorifique Provençale) rejoint Axima Réfrigération. Le logo est modifié en 2008 afin d'exprimer l'appartenance au groupe GDF Suez.
En 2010 Axima Réfrigération fusionne avec Seriaco et absorbe en 2012 les sociétés Brunet, Froid Maison et Techni-Froid Midi, puis en 2013, Simonet et IDF 73.
En 2014, la société Froid Cottier Equipements est intégrée à Axima Concept, puis rejoint Axima Réfrigération avec son activité froid agroalimentaire.
En 2016, Axima Réfrigération France fait l'acquisition de la société AM Froid,
En 2019, la société Frigisol, spécialisée dans la construction de chambres froides et d'équipements de collectivités rejoint Axima Réfrigération France.
Axima Réfrigération France est le pôle froid d'Engie Axima, filiale du groupe Engie (ex GDF Suez).

### Axima Réfrigération France à partir de 2020
En 2020, Engie Axima ainsi qu'Engie Ineo, Engie Cofely et Engie Réseaux deviennent Engie Solutions.
Axima Réfrigération France fait partie de l'entité Industries d'Engie Solutions et compte 80 agences en France avec 2 300 collaborateurs dont 1 300 techniciens frigoristes.
Axima Réfrigération France réalise la conception, l’installation, la mise en service, le suivi énergétique et la maintenance en réfrigération, en climatisation et en cuisine professionnelle.
Axima Réfrigération France met en œuvre des fluides frigorigènes naturels (Eau, NH3, CO2, hydrocarbures).
Au 01 juillet 2021, Engie opère un recentrage stratégique en créant une nouvelle entité distincte : Equans. Celle-ci regroupe l’ensemble des activités d’Installations et de Services avec 12 milliards de chiffre d'affaires et 73 000 employés,. Axima Réfrigération France fait depuis lors partie d’Equans France (rachetée depuis par le groupe Bouygues). Ce changement s’accompagne de la création d’un nouveau logo : 

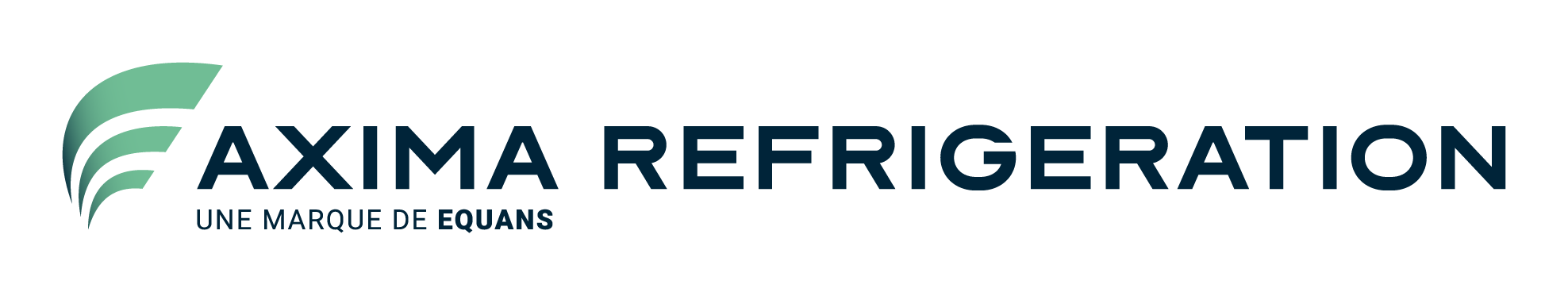
Nouveau logo : AXIMA REFRIGERATION, une marque de EQUANS.